# Саїф-Еддін Хауї
Саїф-Еддін Хауї (фр. Saîf-Eddine Khaoui, араб. سيف الدين خاوي, нар. 27 квітня 1995, Париж) — туніський футболіст, півзахисник клубу «Клермон» та національної збірної Тунісу.
Виступав, зокрема, за клуб «Тур», а також юнацьку збірну Франції.

## Клубна кар'єра
Народився 27 квітня 1995 року в місті Париж. Вихованець футбольної школи клубу «Тур». З 2013 року став виступати за дубль команди в аматорському чемпіонаті, а з наступного року став грати за першу команду «Туру» у Лізі 2, де взяв участь у 39 матчах, забивши 4 голи.
18 червня 2016 року перейшов за 1 млн євро у «Марсель». У сезоні 2016/17 не був основним гравцем, зігравши лише у 9 матчах Ліги 1, через що паралельно виступав за дублерів, а на наступний сезон 2017/18 був відданий в оренду в інший клуб Ліги 1 «Труа». Тут Хауї відразу став основним гравцем і відіграв за команду 32 матчі в національному чемпіонаті, але команда зайняла передостаннє місце та вилетіла у Лігу 2.
До складу клубу «Кан» перейшов влітку 2018 на правах оренди на один сезон. За рік відіграв за команду з Кана 30 матчів у всіх змаганнях та забив 6 м'ячів. За підсумками сезону «Кан» також опустився до Ліги 2, а Хауї повернувся до «Марселя». У сезоні 2019/20 так і не став основним гравцем, вийшовши на поле лише 11 разів у всіх змаганнях та жодного разу не забивши.

## Виступи за збірні
У 2013 році зіграв один матч за юнацьку збірну Франції U-18.
Маючи туніське походження, 2015 року Саїф-Еддін був залучений до складу молодіжної збірної Тунісу, а наступного року грав у складі олімпійської збірної.
23 березня 2018 року дебютував в офіційних матчах у складі національної збірної Тунісу в товариській грі проти збірної Ірану (1:0) і того ж року поїхав з командою на чемпіонат світу 2018 року у Росії.
| Дата       | Місто       | Господарі            | Результат | Гості       | Турнір                                  | Голи | Примітки |
| ---------- | ----------- | -------------------- | --------- | ----------- | --------------------------------------- | ---- | -------- |
| 23-3-2018  | Туніс       | Туніс                | 1 – 0     | Іран        | товариський матч                        | -    | 46'      |
| 27-3-2018  | Ніцца       | Туніс                | 1 – 0     | Коста-Рика  | товариський матч                        | -    | 59'      |
| 28-5-2018  | Брага       | Португалія           | 2 – 2     | Туніс       | товариський матч                        | -    | 47'      |
| 1-6-2018   | Каруж       | Туніс                | 2 – 2     | Туреччина   | товариський матч                        | -    | 22' 53'  |
| 9-6-2018   | Краснодар   | Туніс                | 0 – 1     | Іспанія     | товариський матч                        | -    | 62'      |
| 23-6-2018  | Москва      | Бельгія              | 5 – 2     | Туніс       | ЧС 2018 - 1-й етап                      | -    |          |
| 13-10-2018 | Радес       | Туніс                | 1 – 0     | Нігер       | Відбір до Кубка африканських націй 2019 | -    | 46' 88'  |
| 16-11-2018 | Александрія | Єгипет               | 3 – 2     | Туніс       | Відбір до Кубка африканських націй 2019 | -    | 58'      |
| 20-11-2018 | Радес       | Туніс                | 0 – 1     | Марокко     | товариський матч                        | -    | 56'      |
| 22-3-2019  | Радес       | Туніс                | 4 – 0     | Есватіні    | Відбір до Кубка африканських націй 2019 | -    | 74'      |
| 22-3-2019  | Бліда       | Алжир                | 1 – 0     | Туніс       | товариський матч                        | -    | 35' 58'  |
| 10-9-2019  | Руан        | Туніс                | 1 – 2     | Кот-д'Івуар | товариський матч                        | -    | 51'      |
| 12-10-2019 | Радес       | Туніс                | 0 – 0     | Камерун     | товариський матч                        | -    | 77'      |
| 15-11-2019 | Радес       | Туніс                | 4 – 1     | Лівія       | Відбір до Кубка африканських націй 2021 | 2    | 74'      |
| 19-11-2019 | Малабо      | Екваторіальна Гвінея | 0 – 1     | Туніс       | Відбір до Кубка африканських націй 2021 | -    | 46'      |
| Усього     |             | Матчів               | 15        |             | Голів                                   | 2    |          |